# Kids in America (film)
Kids in America är en amerikansk långfilm från 2005 i regi av Josh Stolberg, med Gregory Smith, Stephanie Sherrin, Chris Morris och Caitlin Wachs i rollerna.

## Handling
Holden Donovan (Gregory Smith) har tröttnat på rektor Donna Weller (Julie Bowen) som gör allt för att förhindra eleverna från att säga vad de vill, hon stängde bland annat av en elev som hade en kostym gjord av kondomer för att förespråka säkrare sex.
Eleverna har en allierad i läraren  Will Druker (Malik Yoba) som tycker de ska kämpa för sina rättigheter. För detta blir Druker avskedad och han börjar då spela in en dokumentär om problemen. Holder och hans vänner organiserar eleverna för att införa riktiga förändringar på deras skola.

## Rollista
| Gregory Smith         | – Holden Donovan    |
| Stephanie Sherrin     | – Charlotte Pratt   |
| Chris Morris          | – Chuck McGinn      |
| Caitlin Wachs         | – Katie Carmichael  |
| Emy Coligado          | – Emily Chua        |
| Crystal Celeste Grant | – Walanda Jenkins   |
| Alex Anfanger         | – Lawrence Reitzer  |
| Julie Bowen           | – Principal Weller  |
| Malik Yoba            | – Will Drucker      |
| Andrew Shaifer        | – Kip Stratton      |
| Nicole Richie         | – Kelly Stepford    |
| Genevieve Padalecki   | – Ashley Harris     |
| George Wendt          | – Coach Thompson    |
| Adam Arkin            | – Ed Mumsford       |
| Jeff Chase            | – Asst. Coach Fasso |